# 김경현
김경현(1994년 4월 28일~)은 대한민국의 봅슬레이 선수로, 2014년 동계 올림픽에 참가했다.